# Lekenik
Lekenik je vesnice a opčina ve středním Chorvatsku, ležící mezi městy Sisak a Velika Gorica v nížinné oblasti Turopolje. Ve vesnici žije 1 857 obyvatel. V celé opčině žije 6 170 obyvatel, především ve vesnicích Pešćenica (915), Letovanić (539), Donji Vukojevac (468) a Dužica (395). V Lekeniku se nachází i jedna z SOS dětských vesniček.